# Ulica Kurkowa w Krakowie
Ulica Kurkowa – ulica w Krakowie, w dzielnicy I Stare Miasto, na Wesołej.
Łączy ulicę Zygmunta Augusta z ulicą Rakowicką. Jest jednojezdniowa.

## Historia
Ulica została w obecnym kształcie wytyczona pod koniec lat dziewięćdziesiątych XIX wieku na terenie rozparcelowanej w 1899 roku części Ogrodu Strzeleckiego. 
Część ta została odkupiona od Steinkellerów przez Bractwo Kurkowe w 1833 roku i stąd też pochodzi nazwa ulicy. W 1903 roku Rada Miasta Krakowa nadała ulicy tę nazwę.

## Zabudowa
- ul. Kurkowa 1 (ul. Zygmunta Augusta 9) – kamienica. Projektował Ludwik Gutman, 1911.
- ul. Kurkowa 3 – kamienica. Projektował Kazimierz Zieliński, 1907.
- ul. Kurkowa 5 – kamienica. Projektował Julian Grabowski, 1908.
- ul. Kurkowa 7 (ul. Rakowicka 8) – kamienica. Projektował Edmund Oraczewski, 1910–1911.

Opracowano na podstawie źródła: Gminnej ewidencji zabytków – Kraków.